# Фрейзи (Миннесота)
Фрейзи (англ. Frazee) — город в округе Бекер, штат Миннесота, США. На площади 2,2 км² (0,9 км² — суша, 0,1 км² — вода), согласно переписи 2000 года, проживают 1377 человек. Плотность населения составляет 615,1 чел./км².
- Телефонный код города — 218
- Почтовый индекс — 56544
- FIPS-код города — 27-22472
- GNIS-идентификатор — 2